# Салаватський район
Салава́тський район (рос. Салаватский район, башк. Салауат районы) — адміністративна одиниця Республіки Башкортостан Російської Федерації.
Адміністративний центр — село Малояз.

## Населення
Населення району становить 23561 особа (2019, 26566 у 2010, 25484 у 2002).
На значній частині району проживають вихідці башкирського племені мурзалар.

## Адміністративно-територіальний поділ
На території району утворено 16 сільських поселень, які називаються сільськими радами:
| Поселення                     | Площа, км² | Населення, осіб (2002) | Населення, осіб (2010) | Населення, осіб (2019) | Центр             | Населені пункти |
| ----------------------------- | ---------- | ---------------------- | ---------------------- | ---------------------- | ----------------- | --------------- |
| Алькінська сільська рада      | -          | 1492                   | 1374                   | 1215                   | Алькіно           | 5               |
| Аркауловська сільська рада    | -          | 2114                   | 1956                   | 1775                   | Аркаулово         | 5               |
| Ішимбаєвська сільська рада    | -          | 1212                   | 1229                   | 1048                   | Ішимбаєво         | 4               |
| Лагеревська сільська рада     | -          | 1633                   | 1499                   | 1255                   | Лагерево          | 4               |
| Лаклинська сільська рада      | -          | 1635                   | 1330                   | 1136                   | Лакли             | 2               |
| Малоязівська сільська рада    | -          | 1039                   | 953                    | 825                    | Татарський Малояз | 6               |
| Мечетлінська сільська рада    | -          | 1522                   | 1636                   | 1562                   | Мечетліно         | 3               |
| Мещегаровська сільська рада   | -          | 1675                   | 1553                   | 1278                   | Мещегарово        | 4               |
| Мурсалімкінська сільська рада | -          | 3404                   | 3024                   | 2562                   | Мурсалімкіно      | 5               |
| Насібашівська сільська рада   | -          | 1093                   | 951                    | 755                    | Насібаш           | 1               |
| Первомайська сільська рада    | -          | 510                    | 395                    | 321                    | Первомайський     | 1               |
| Салаватська сільська рада     | -          | 5009                   | 5133                   | 5009                   | Малояз            | 3               |
| Таймеєвська сільська рада     | -          | 2116                   | 1749                   | 1403                   | Таймеєво          | 6               |
| Терменевська сільська рада    | -          | 1063                   | 876                    | 719                    | Терменево         | 2               |
| Турналинська сільська рада    | -          | 1142                   | 1050                   | 896                    | Турнали           | 3               |
| Янгантауська сільська рада    | -          | 1857                   | 1858                   | 1802                   | Янгантау          | 6               |

## Найбільші населені пункти
| №  | Населений пункт | Населення, осіб (2002) | Населення, осіб (2010) |
| -- | --------------- | ---------------------- | ---------------------- |
| 1  | Малояз          | 4 764                  | 4 914                  |
| 2  | Мурсалімкіно    | 2 522                  | 2 203                  |
| 3  | Аркаулово       | 1 459                  | 1 439                  |
| 4  | Янгантау        | 1 086                  | 1 017                  |
| 5  | Насібаш         | 1 053                  | 951                    |
| 6  | Лакли           | 1 124                  | 925                    |
| 7  | Лагерево        | 957                    | 856                    |
| 8  | Турнали         | 835                    | 819                    |
| 9  | Терменево       | 950                    | 774                    |
| 10 | Мечетліно       | 648                    | 713                    |

## Відомі особистості
В поселенні народився Абубакіров Різа Вахітович (1902—1938) — башкирський державний діяч.